# Праздничные и памятные дни Греции
В числе праздничных и памятных дней Греции (греч. Εορταστική και αξέχαστη ημέρα από Ελλάδα) присутствуют как религиозные, так и государственные праздники, самые значительные из которых объявлены нерабочими днями. Сезон карнавалов — февраль-март. В это время проходят парады в маскарадных костюмах, конкурсы народных танцев и шумные гуляния. Также в Греции проходят многочисленные летние фестивали, самый известный из которых — Эллинский фестиваль, который проводится с середины июня и до конца сентября, когда греки принимают гостей из драматических театров и музыкантов со всего мира и проводят представления в древних театрах.
| Праздники Греции |                                             | |
| Дата             | Название                                    | Информация |
| Январь           |                                             | |
| 1 января         | Новый год                                   | Важная дата в Греции не только потому, что это первый день Нового года, но и потому, что это День Святого Василия (Агиос Василиас), которого греки почитают за доброту и щедрость по отношению к беднякам. |
| 6 января         | Теофания                                    | Крещение в Греции называют «Фота» — дословно «огни» или «Теофания» — Богоявление. Элладская православная церковь, живущая по григорианскому календарю, отмечает этот праздник вместе с западными христианами — почти на две недели раньше, чем Русская православная церковь. Как и другие крупные церковные праздники, этот день в Греции выходной. |
| 8 января         | Гинайкратия                                 | Греческий аналог праздника 8 марта. 8 января в Греции, преимущественно в городах Моноклисия и Неа Петра, а также во многих городах и селах северной части страны проходит фестиваль женщин. В этот день в семьях обмениваются семейными ролями: женщины освобождаются от обычных домашних хлопот и проводят свой день в кафе или других общественных заведениях — местах развлечения и отдыха, где обычно позволено находиться только мужчинам. Мужчины же в это время сидят дома и занимаются домашним хозяйством. |
| 28 января        | Апокриес                                    | Трехнедельный карнавал — греческая масленица. Своё название «апокриес» берёт от сезона, когда у крестьян заканчивалось мясо: «апо креас» — «без мяса». |
| Март             |                                             | |
| 25 марта         | День независимости Греции                   | В этот день в 1821 году началось восстание, которое привело к освобождению страны от четырехвекового османского владычества. |
| Апрель           |                                             | |
| Дата переменная  | Пасха                                       | Самый важный религиозный праздник в Греции, во время которого проводятся массовые процессии. Великая пятница и Светлый понедельник также являются выходными днями. |
| Май              |                                             | |
| 1 мая            | День труда                                  | |
| 19 мая           | День памяти геноцида греков в Малой Азии    | День памяти жертв турок-османов в 1916—1923 гг. |
| 21 мая           | Пировасия                                   | Праздник, который с 21 по 23 мая отмечают анастенарийцы, небольшой народ, живущий на севере Греции. Трехдневный праздник начинается с того, что жители маленьких городков и сел одновременно молятся, каются в грехах, плачут, танцуют и этим вводят себя в транс. |
| 26 мая           | День Иоанна Русского                        | Память святого, принявшего мученическую смерть за Христа в 1730 году. |
| Июнь             |                                             | |
| 23 июня          | Мидсаммер                                   | В ночь с 23 на 24 июня проводятся особые ритуалы. Сорванные в мае цветы сжигаются, чтобы отвратить ведьм. Также проводятся различные гадания. |
| Август           |                                             | |
| 15 августа       | Успение Богородицы                          | |
| Октябрь          |                                             | |
| 26 октября       | День Святого Димитрия Солунского            | За свою христианскую деятельность Дмитрий был убит, а его тело отдали на растерзание диким зверям. Вскоре он был канонизирован, как святой великомученик, а его мощи стали святыней. Этот святой считается покровителем города Салоники. |
| 28 октября       | День Охи                                    | Официальный общенациональный праздник, который празднуется 28 октября не только в Греции, но и на Кипре и странах с многочисленными греческими этническими общинами: в России, на Украине, Армении и т. д. |
| Ноябрь           |                                             | |
| 17 ноября        | Политехнио                                  | Праздник Политехнио является годовщиной студенческих протестов 1973 года против военной хунты «черных полковников», протестов, жестко подавленных военными (см. Восстание в Афинском Политехническом университете). |
| Декабрь          |                                             | |
| 6 декабря        | День Святого Николая Чудотворца             | Святитель Николай является одним из наиболее почитаемых христианских святых, покровителем моряков и путешественников, земледельцев, учеников, пленников, несправедливо осужденных. Святой является воплощением милосердия и человеколюбия, заботы и защиты слабых. |
| 15 декабря       | День памяти жертв «Греческой операции» НКВД | Результатом «Греческой операции» НКВД стал расстрел почти 20 тысяч человек. Все они, а также те, кого отправили в лагеря смерти, сегодня реабилитированы. |
| 25 декабря       | Рождество в Греции                          | Православная Греция празднует Рождество по новоюлианскому календарю, вместе с западными христианами. |